# Maximià Etrusc
Maximià (llatí: Maximianus), dit també Maximià Etrusc, fou un poeta romà d'època tardana autor d'unes elegies que, durant força temps, foren atribuïdes al poeta Corneli Gal.
Tota la seva poesia coneguda es redueix a un petit recull d'elegies que figura, amb el nom de Maximià, en uns manuscrits que contenien un corpus de texts per l'aprenentatge del llatí al segle xi i xii. El 1501, Pomponi Gauric va publicar sis d'aquestes elegies sota el títol de Cornelii Galli fragmenta, i en el prefaci argumentava que eren obra de Corneli Gal, amic de Virgili i Ovidi, la resta de les obres del qual romanien perdudes. Aquesta identificació va triomfar força, i començaren a circular reproduccions d'aquestes elegies entre altres editors, generalment en edicions de Properci, Tibul, Catul i altres elegíacs. Amb el temps, però, es començà a examinar de manera més crítica i es rebutjà la identificació, principalment perquè els elements autobiogràfics de les elegies en qüestió no encaixen amb allò que hom sap de la biografia de Corneli Gal.
Maximià, doncs, fou un personatge diferent de Corneli Gal. No se sap res de la seva vida més que allò que es desprèn de la seva poesia: que era nascut a Etrúria, que havia estudiat de jove poesia i retòrica a Roma i que havia esdevengut bon orador; va ser enviat a l'est en una expedició. Per una referència a Boeci hom el situa al segle vi. Les seves elegies són editades i publicades per Johann Christian Wernsdorf a la seva edició dels Poëtae Latini Minores.